# Lawrence Weathers
Lawrence Carthage Weathers (14 de maio de 1890 - 29 de setembro de 1918) foi um australiano nascido na Nova Zelândia que recebeu a Victoria Cross, o maior prêmio por bravura em batalha que poderia ser concedido a um membro das forças armadas australianas na época. Seus pais voltaram para sua terra natal, Austrália do Sul, quando Weathers tinha sete anos, e ele completou seus estudos antes de conseguir trabalho como agente funerário em Adelaide. Ele se alistou como soldado raso na Força Imperial Australiana (AIF) no início de 1916 e ingressou no 43º Batalhão. Sua unidade foi implantada na Frente Ocidental na França e na Bélgica no final de dezembro. Após um surto de doença, Weathers voltou ao seu batalhão a tempo de participar da Batalha de Messines em junho de 1917, durante a qual foi ferido. Evacuado para o Reino Unido, ele voltou à sua unidade no início de dezembro.
Em 8 de fevereiro de 1916, Weathers se alistou como soldado raso na Força Imperial Australiana (AIF) e foi inicialmente alocado como reforço para o 10º Batalhão. Em junho, foi transferido para o 43º Batalhão, integrante da 11ª Brigada, 3ª Divisão. 